# Підзамковий парк
Підза́мковий парк — парк-пам'ятка садово-паркового мистецтва місцевого значення в Україні. Розташований у межах міста Ужгорода Закарпатської області, на вулиці Підградській, 33 (правий берег Ужа, при вулиці Шумній). 
Площа 4 га. Статус надано згідно з рішенням облвиконкому від 18.11.1969 року, № 414 (доповнення: ріш. ОВК від 25.07.1972 року № 243, ріш. ОВК від 23.10.1984 року № 253, ріш. облради від 26.05.2011 року № 220). Перебуває у віданні Ужгородської міськради. 

Статус надано з метою збереження парку, закладеного у XVI ст. Зростають: сосна звичайна, сосна австрійська, магнолія, туя та інші види дерев, а також бузок, садовий жасмин тощо. На території парку розташований стадіон «Спартак» і частина Ужгородської дитячої залізниці.

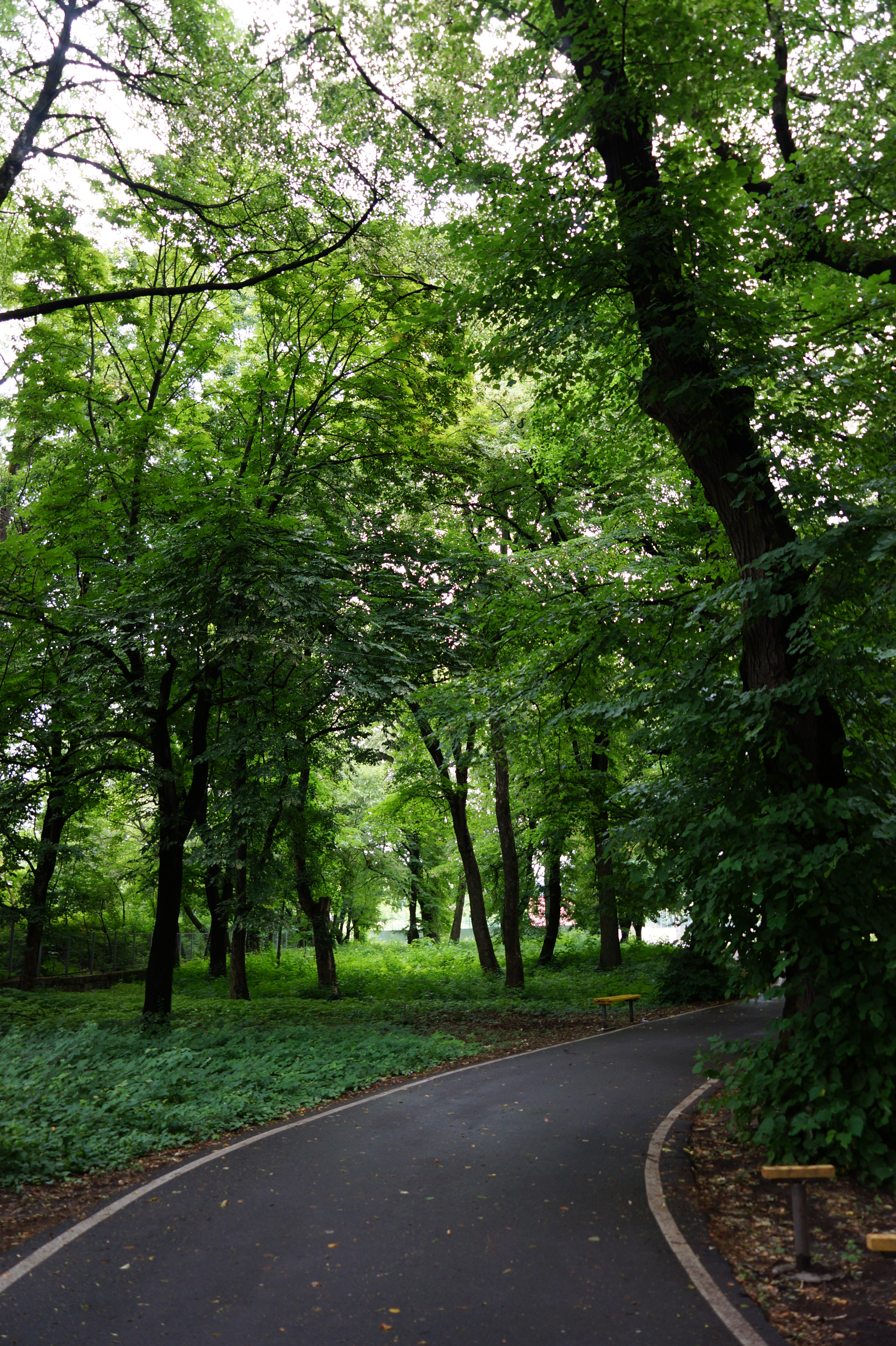
Доріжка у парку
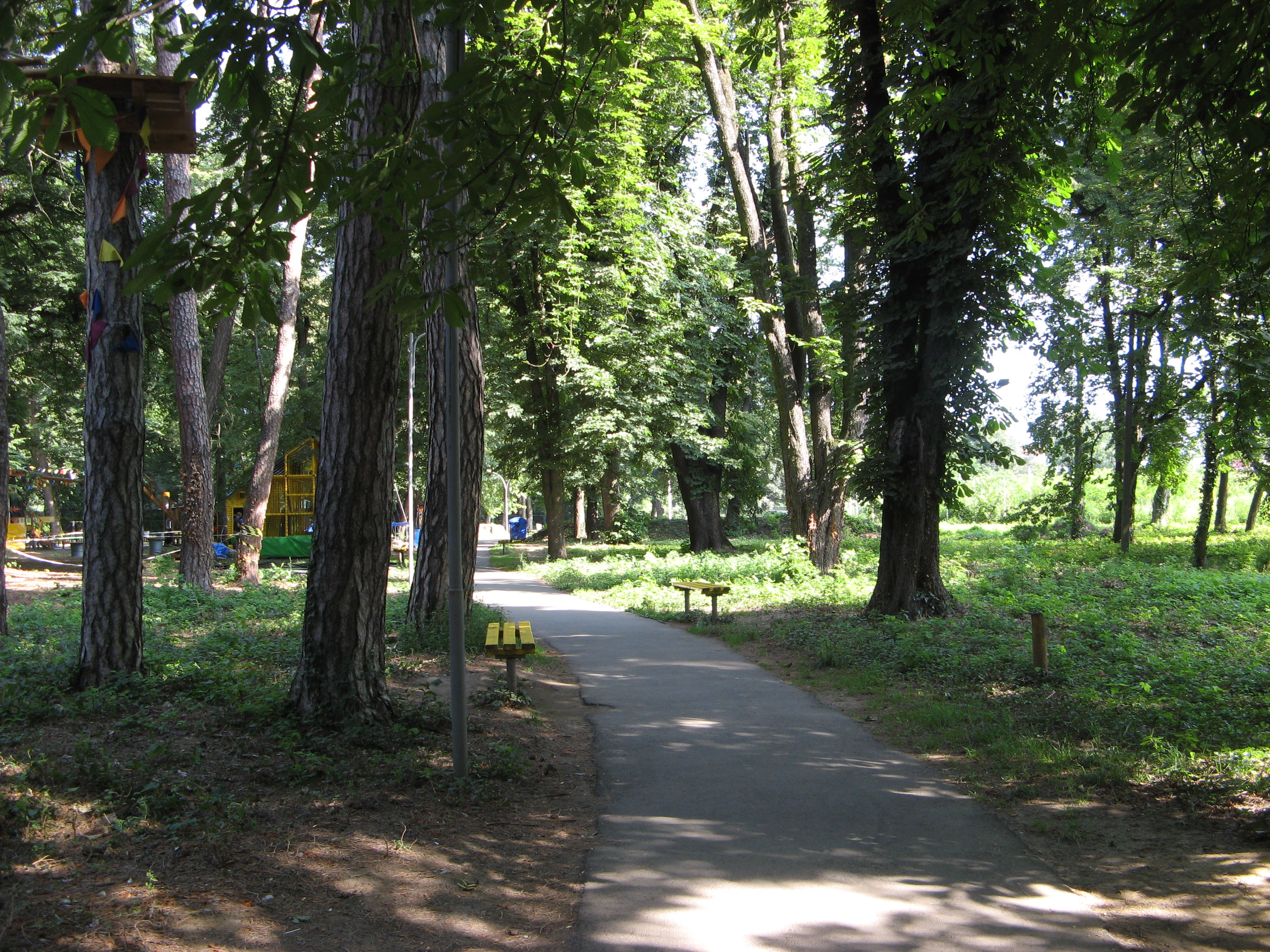
Краєвиди парку
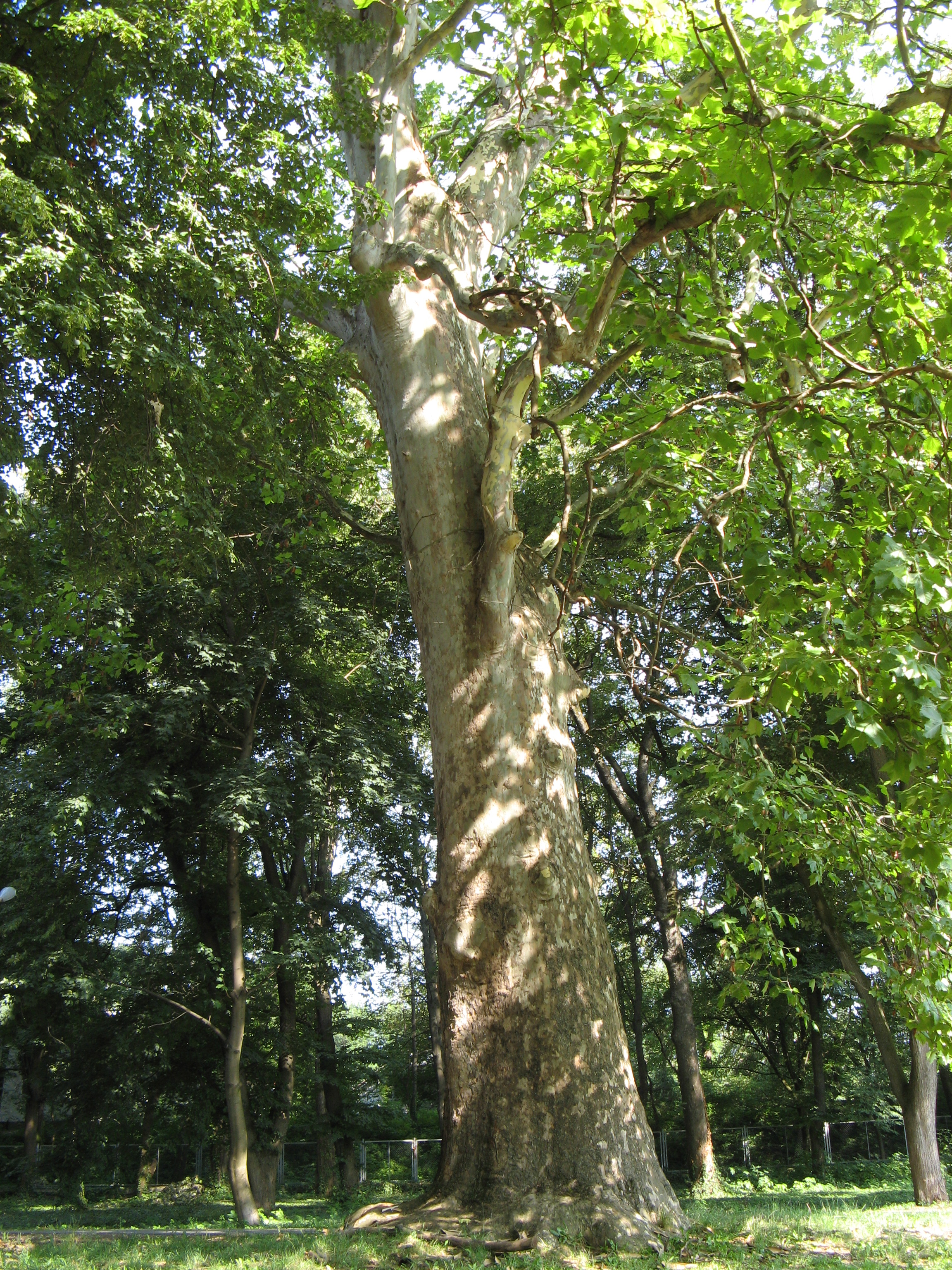
Платан кленолистий (платан іспанський, платан Другета)

Історія парку. Парк виник у середині XVI століття. Заснований був графами Другетами з метою ловів звірини (полювання), тому мав назву "Звіриний" і був одним з 5 гарних парків, які оточували Ужгородський замок, а, власне, Замкову гору Ужгорода. На початку 70-х років XIX століття ця територія отримала назву Парк "Сєчені" на честь відомого громадсько-політичного діяча, політика, поета Іштвана Сєчені.  
За часів Подкарпатської Русі (у складі І Чехословацької республіки) у цьому парку знаходився стадіон спортивного клубу “Русь”. Тоді ж у парку з’явився міський басейн.
У часи Радянського періоду історії Закарпаття, оновлений Парк культури і відпочинку у 1947 році був названий ім. Горького. В цьому ж році була відкрита вищезгадана Дитяча залізниця. У наш час парк отримав остаточну назву "Підзамковий".

У парку росте історичне іменне багатовікове дерево - платан Другета.